# Mansjön (Kalls socken, Jämtland, 707969-134131)
Mansjön är en sjö i Åre kommun i Jämtland och ingår i Indalsälvens huvudavrinningsområde. Mansjön ligger i Skäckerfjällen Natura 2000-område. Sjöns area är 1,2315 kvadratkilometer och den befinner sig 564 meter över havet.